# Kølholm
Kølholm är en ö i Roskildefjorden i Danmark.   Den ligger i Region Hovedstaden, i den östra delen av landet, 30 km väster om Köpenhamn.